# Apparatemedizin

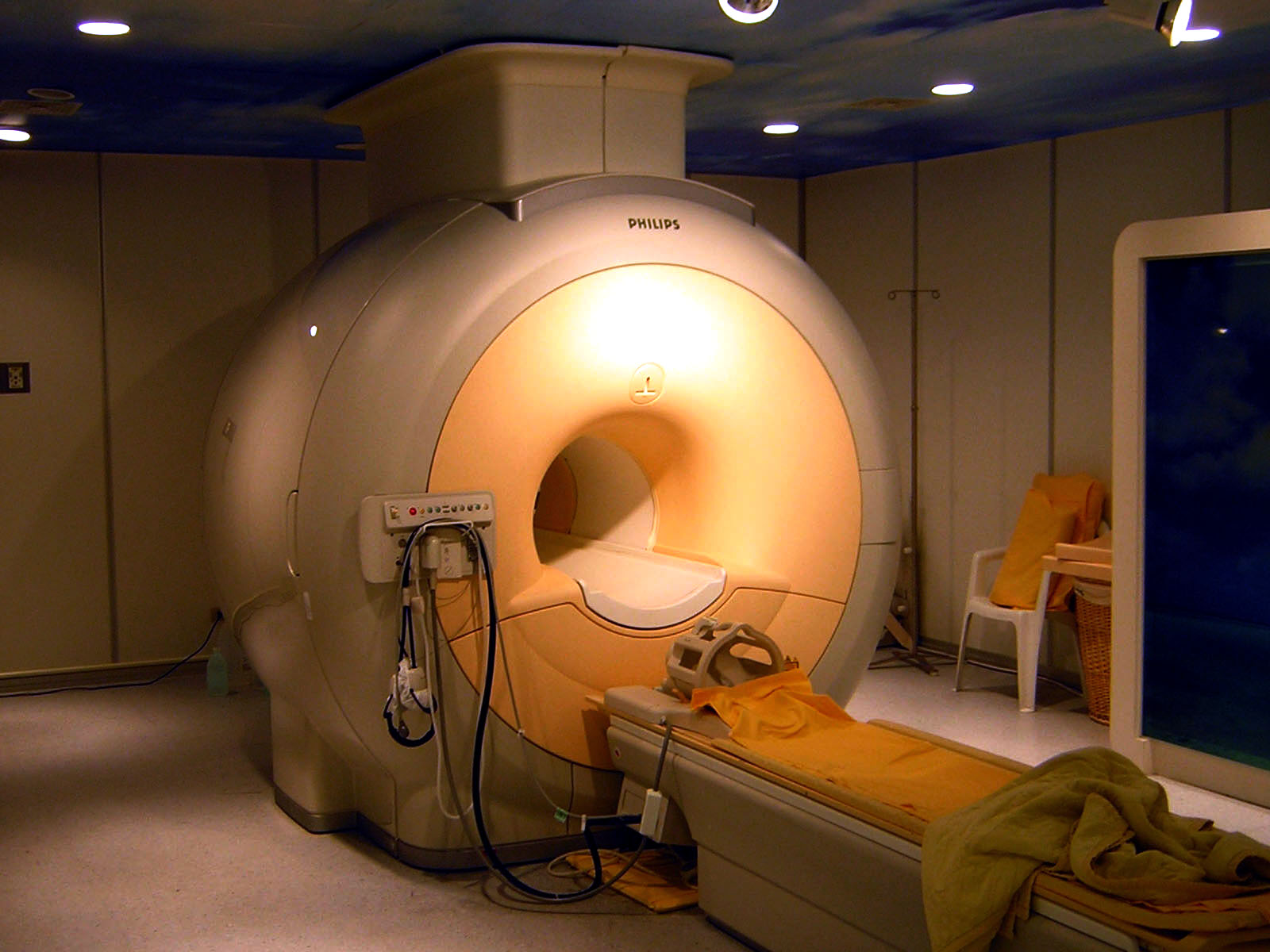
MRT-Gerät

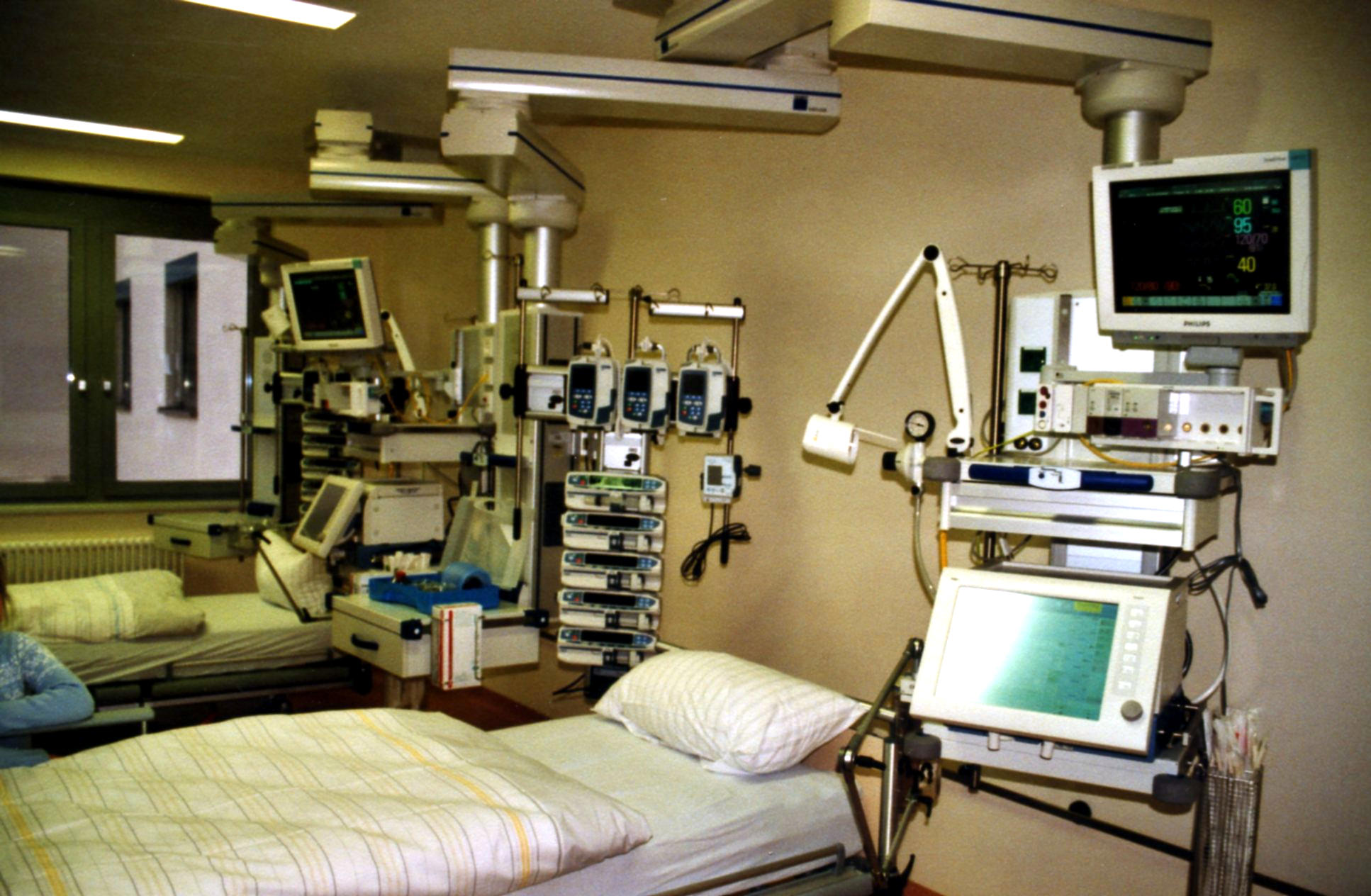
Krankenzimmer in einer Intensivstation

Apparatemedizin oder Gerätemedizin ist ein Begriff für die von Personen mit medizinischen Berufen ausgeübte technikorientierte Arbeit, die von modernen Geräten dominiert ist und subjektive Belange des Patienten vernachlässigt. Je nach Kontext können dabei Großgeräte wie Kernspintomographen oder Linearbeschleuniger zum Einsatz kommen, die komplexe Technikausstattung von Intensivstationen, oder aber die Gesamtheit der Hilfsmittel, die die Medizintechnik, Biomedizin, medizinische Informatik, Medizinphysik, Biophysik, Biotechnologie, Gentechnik, und die Ingenieurwissenschaften zur Krankenversorgung und Gesundheitsvorsorge beigetragen haben. Apparatemedizin und ihre Kosten sind häufig Gegenstand gesellschaftlicher Debatten; Das Interesse der Bevölkerung um Apparatemedizin wird als sehr hoch eingeschätzt.
Technische Apparate wie Röntgengeräte dehnen die Wahrnehmungs- und Handlungsmöglichkeiten der Ärzte aus; sie erlauben Diagnosen und Behandlungen in hoher Genauigkeit; gleichzeitig beeinflussen sie durch ihre Verfügbarkeit stark die Organisation und den Standardisierungsgrad der medizinischen Abläufe. Wie auch die Technik des Alltags determinieren die medizinischen Geräte das Umfeld mit, in dem sie entstanden sind; beispielsweise hat sich aus der Weiterentwicklung der chirurgischen und anästhesiologischen Technik eine Subspezialisierung der miteinander interagierenden Fachleute im Operationssaal ergeben, die noch vor wenigen Jahrzehnten undenkbar schien. Diese gegenseitigen Erweiterungen, Einschränkungen und Abhängigkeiten von Mensch und Technik sind ein Forschungsgebiet der soziologischen Technikforschung.
Vielfach wird der Begriff Apparatemedizin auch verwendet, um Kritik an einer als zu technikbestimmt, patientenfern empfundenen Medizin auszudrücken, etwa bei der Kostendiskussion im Gesundheitswesen, im Umfeld der Sterbehilfe-Diskussion oder in Stellungnahmen zur Fertilisierungsmedizin. In diesem Zusammenhang wird die Apparatemedizin oft der sogenannten sprechenden Medizin gegenübergestellt, die den persönlichen Arzt-Patienten-Kontakt als Ausdruck menschlicher Zuwendung betont. Dabei geht es auch um finanzielle Verteilungskämpfe unter den medizinischen Leistungserbringern.